# La setta delle ciambelle
La setta delle ciambelle (The Donut Legion) è un romanzo noir dello scrittore texano Joe R. Lansdale del 2023.

## Trama
Una notte Charlie Garner, trentaquattrenne scrittore del Texas orientale, riceve la visita dell'ex moglie Meg, che prima gli rivela di sospettare che il suo secondo marito Ethan sia stato ucciso, poi sparisce improvvisamente.
L'indomani, Charlie si reca a casa di Meg nella cittadina di May Town, ma non la trova; chiede lumi a Evelyn Woods, la padrona di casa, che gli dice di non aver idea di dove i suoi inquilini si trovino. Si rivolge allora al proprio fratello Felix, che dirige un'agenzia investigativa a Nacogdoches e che accetta di aiutarlo a ritrovare Meg e a fare chiarezza sul supposto omicidio.
Felix rivela poi al fratello che, tramite la sua fidanzata Cherry, ha scoperto che Meg lavorava in un locale della catena Saucer Donuts di proprietà di Ben Bacon, capo di una setta che venera gli extraterrestri. I due Garner, introdottisi furtivamente in cerca di indizi nell'appartamento di Meg, sono arrestati dalla polizia chiamata dalla padrona di casa e condotti in centrale, ma vengono rilasciati grazie all'intervento di Cherry. Questa si mette poi in contatto con Grover Nunn, un ex poliziotto che ha fatto parte della setta di Bacon ma poi ne è uscito, il quale racconta loro la sua storia e consegna un libro scritto dal fondatore, intitolato La Bibbia del disco volante.
Charlie va a far colazione nel locale dove lavorava Meg e si mette a parlare col giovane che l'ha servito, di nome Kevin. Questi gli racconta che il centro della setta è un grande tumulo vicino alla casa di Bacon, che è considerato dagli adepti una zona d'atterraggio per dischi volanti. Nella gerarchia della setta, al di sotto di Bacon vi sono i cosiddetti "Manager", il cui capo è chiamato Cowboy per il suo abbigliamento ed è sempre accompagnato da uno scimpanzé.
Qualche giorno dopo, Charlie legge sulla stampa locale che il cadavere straziato di Kevin è stato ritrovato in un fosso. Nella casella di posta elettronica trova un messaggio della vittima, nel quale legge che è stato minacciato da Cowboy ed è stato contattato dalla sedicente giornalista Amelia Moon. Charlie va allora nella catapecchia abitata da Kevin, ma non vi trova alcunché di rilevante. Passa a far visita a Grover, che gli confida la sua preoccupazione che Cowboy abbia in programma per gli adepti una sorte simile a quella del Tempio del popolo o di Heaven's Gate.
Tornato a casa, Charlie vi trova Amelia Moon, che gli racconta di volere scrivere un libro sui misteri del Texas e gli offre di farlo a quattro mani. Charlie trova che Amelia sia una giovane attraente e simpatica e accetta la proposta: da quel momento si rivolge a lei col suo soprannome di Scrappy e la porta a casa di Felix per presentarla a lui e a Cherry. Mentre si trovano là, si palesa anche Gogo, vecchio amico di Felix, col suo collega Plug: Gogo, che ora lavora per Cowboy, esorta Felix a star lontano dalla setta poiché desidera sinceramente che non gli accada nulla di male; ciò tuttavia non intimidisce i Garner. 
La notte, dopo aver avuto un rapporto sessuale con Amelia, Charlie riceve un'altra visita di Meg, e stavolta ha la netta impressione che si tratti di un fantasma. Alla mattina si reca con Scrappy a May Town per chiedere la collaborazione di John Patrick Nelson, il capo della polizia di cui aveva già fatto la conoscenza al momento del suo arresto. Andati poi all'ufficio di Felix, apprendono che vi è avvenuto un duplice omicidio: le vittime sono George Howard, un uomo di cui Felix aveva documentato i tradimenti su incarico della moglie e che gli aveva giurato di vendicarsi, e suo fratello. I Garner sospettano che siano stati uccisi per errore al loro posto da sicari mandato da Cowboy, e per un po' di giorni si trasferiscono a casa di Felix con le rispettive partner, restando sul chi va là, finché non va a trovarli Nelson, accompagnato dal grosso cane Tag. Egli annuncia loro di voler indagare a fondo sulla setta e li invita ad andare insieme al raduno che si terrà l'indomani.
Durante l'evento si annuncia il decollo di un disco volante dal tumulo in capo a tre giorni e si offrono ai convenuti delle ciambelle; l'unico della combriccola a non favorire è Felix, ed è anche l'unico che non cade in balia di allucinazioni.
Nelson chiede al suo ex genero Ansel Walton, che lavora per Bacon, di disattivare i sistemi di sicurezza del magazzino affinché possano andare a indagare in incognito; l'uomo, pur titubante, acconsente. Nei congelatori del magazzino trovano i corpi a pezzi di Ben Bacon, di sua moglie, di alcuni Manager e di Duncan Taylor, agente di polizia membro della setta; capiscono che sono stati uccisi per ordine di Cowboy.
Nelson, che ha avuto un infarto, dal suo letto d'ospedale avverte Charlie, Felix e Scrappy che Ansel ha rivelato tutto a Cowboy, che ora sa della loro indagine. Tornando a casa di Felix, trovano ad aspettarli Gogo, che dice di non voler più lavorare per Cowboy dopo che ha scoperto che questi vuole uccidere tutti i membri della setta per mezzo di una grande esplosione e fuggire col malloppo; propone perciò di disinnescare l'ordigno e neutralizzare il suo capo.
Introdottisi nella sede della setta, si trovano davanti Plug, rimasto fedele a Cowboy, che costringe i Garner ad andare con lui in un pollaio in cui si trovano Cowboy, il suo scimpanzé (il "signor Biggs") e Gogo, che è stato catturato e pestato. Cowboy fa lottare Plug e Felix tra di loro; sopraggiunge poi Scrappy con Tag, la quale accoltella alla schiena Cowboy e gli aizza contro il cane. Mentre cerca di scrollarselo di dosso, Cowboy colpisce involontariamente lo scimpanzé, che gli si rivolta contro. Charlie, Felix, Gogo e Tag cercano di andarsene con una macchina agricola, inseguiti dal signor Biggs, che dopo avere straziato il suo padrone se la prende con loro, e si gettano in uno stagno per sfuggire al vasto incendio che si è sviluppato.
Nell'ospedale in cui è stato portato dopo l'intervento della polizia, viene rilevato a Charlie un tumore benigno al cervello e per questo viene operato. Stone, il nuovo capo della polizia dopo la morte di Nelson, fa eseguire degli scavi nel giardino del complesso abitativo dove risiedeva Meg: vengono trovati i cadavere di lei e del marito, che sono stati uccisi dalla padrona di casa. Charlie cerca di spiegare razionalmente le apparizioni di Meg con il tumore, ma gli rimane il dubbio che lo spirito della sua ex moglie abbia voluto veramente comunicare con lui; è comunque pronto a iniziare una nuova vita con Scrappy.

## Personaggi
Charlie Garner
Trentaquattrenne già poliziotto e investigatore privato, vive ora decentemente con i proventi della sua attività di scrittore.
Meg
Ex moglie di Charlie.
Ethan
Secondo marito di Meg, docente universitario a Nacogdoches.
Evelyn Woods
Padrona della casa di May Town in cui abitavano Meg e Ethan.
Cletus, detto Cletus il Pene
Marito di Evelyn. Deve il suo soprannome alla sua esuberanza sessuale.
Felix Garner
Fratello maggiore di Charlie. Ex psichiatra, poi investigatore privato.
Cherry
Fidanzata di Felix. È un'attraente avvocata di colore e appartiene alla Chiesa episcopale.
John Patrick Nelson
Capo della polizia di May Town, prossimo alla pensione. Muore per le complicanze di un infarto.
Duncan Taylor e Barney Brewer
Agenti di polizia di May Town.
Lillian Mains
Receptionist della stazione di polizia di May Town, segretamente innamorata (e ricambiata) di Nelson.
Grover Nunn
Ex capo della polizia di May Town, già membro della setta.
Kevin
Collega di Meg nella catena Flying Donuts. È un giovane alto e ossuto sui vent'anni, con una lunga coda di cavallo bionda, che ha aderito alla setta più per convenienza che per convinzione e vorrebbe uscirne. Coltiva l'ambizione di diventare fumettista e conta sui contatti di Charlie nell'ambiente editoriale.
Jack Pleasant, detto Cowboy
Capo dei Manager, con precedenti di giustizia. "Era alto due metri. Aveva le spalle larghe come un autobus Greyhound, le gambe come i pilastri che reggono l'Acropoli".
Ansel Walton
Ex genero di Nelson, dipendente di Ben Bacon.
Amelia Moon, detta Scrappy
Aspirante scrittrice ventiseienne di Chandler (Texas). Il suo soprannome significa "esuberante" e "determinata".
Gogo Simpson
Ex compagno di studi di Felix e giocatore professionista di football americano. Deve il suo soprannome all'incitazione "Go!" ("Vai!") per la sua abilità nella corsa. Viene perso di vista da Charlie al momento della fuga nel pollaio e la sua sorte rimane indeterminata.
Plug
Collega di colore di Gogo, già lottatore di sumo. È un uomo di poche parole; quando apre bocca, rivela una voce sottile come un falsetto.
George Howard
Uomo massiccio, marito di una cliente di Felix che dopo aver avuto prova dei suoi tradimenti ha deciso di divorziare. Per questo affronta una volta l'investigatore avendo la peggio; tornato al suo ufficio per vendicarsi, viene ucciso dai sicari di Cowboy che lo scambiano per Felix.
Il signor Biggs
Scimpanzé tenuto da Cowboy come animale domestico.
Tag
Il forte e massiccio cane di Nelson, in parte Malinois. Dopo la morte del suo padrone viene adottato da Charlie e Scrappy.

## Edizioni
- (EN) Joe R. Lansdale, The Donut Legion, Mulholland Books, 2023, ISBN 9780316540681.
- Joe R. Lansdale, La setta delle ciambelle, collana Stile Libero. Big, traduzione di Luca Briasco, Torino, Einaudi, 2023, ISBN 978-88-06-25600-5.